# De Ene Kracht
De Ene Kracht is een belangrijk soort magie uit de fantasy-serie Het Rad des Tijds, van Robert Jordan, over de strijd tussen goed en kwaad.
De Ene Kracht is de kracht die geput wordt uit de Ware Bron, ofwel de drijvende kracht van het al die het Rad des Tijds doet draaien. De kracht wordt verdeeld in een mannelijk (Saidin) en een vrouwelijk (Saidar) deel. De mannelijke helft is door De Duistere besmet, waardoor de mannen die er gebruik van maken op den duur krankzinnig worden.
De personen die gebruikmaken van de Ene Kracht worden 'geleiders' genoemd. Er zijn grote verschillen in sterkte tussen de 'geleiders'. Maar weinigen leren deze kracht te geleiden en slechts een nog kleinere groep is deze gave aangeboren. Als personen uit deze laatste groep de kracht niet leert beheersen, betekent dat vrijwel altijd een verschrikkelijke dood.Er zijn echter ook geleiders die zichzelf aanleren om te geleiden; deze geleiders worden wilders genoemd. 
In de huidige Derde Eeuw zijn Aes Sedai de geleidsters van de Ene Kracht die deze hebben leren beheersen in de Witte Toren van Tar Valon. Zij zoeken naar meisjes met deze gave, om ze op te leiden tot Aes Sedai. Ook zoeken naar mannen met die gave, om hun waanzinnige vernietigingsdrang te voorkomen. Zij worden veelal begeleid door een of meerdere Zwaardhanden; strijders die gebonden zijn aan een Aes Sedai.
Rhand Altor, de Herrezen Draak, heeft echter in de loop van de serie de smet van Saidin verwijderd en is zijn eigen organisatie van mannelijke Aes Sedai begonnen: de Asha'man.

## Saidin
Saidin is het mannelijk deel van De Ene Kracht en kan enkel door mannen worden geleid. Saidin is op de gebieden Aarde en Vuur sterker dan Saidar. Sinds de Oorlog van de Schaduw is Saidin besmet door de Duistere. Mannen zijn over het algemeen sterker dan vrouwen met de Ene Kracht. Het geleiden van Saidin is volgens geleiders een strijd om voortbestaan in "hitte sterker dan vuur en koude sterker dan ijs". Aan het eind van het negende boek doen Rhand Altor en Nyneave Almaeren een poging om Saidin schoon te maken. Zij gebruiken hierbij de Choedan Kahl, de krachtigste sa'angrealen ter wereld. Hierdoor is de uitbarsting van energie over de hele wereld te zien. De Verzakers en hun hulpjes kunnen echter niet verhinderen dat Rhand uiteindelijk Saidin schoonveegt van de Smet. Hierbij vernietigd hij ook Shadar Logoth. Helaas blijft hij misselijk worden van het grijpen van Saidin, gaat de wond in zijn zij (aangebracht door Ba'alzamon) niet weg en wordt de stem van Lews Therin Telamon in zijn hoofd niet minder waanzinnig.

## Saidar
Saidar is het vrouwelijk deel van De Ene Kracht en kan enkel door vrouwen worden geleid. Met Saidar kan men het beste water en lucht geleiden. Een vrouw moet Saidar omhelzen en zich eraan overgeven, anders vernietigt Saidar de vrouw. Dit in tegenstelling tot Saidin, waarbij een gevecht nodig is om de Ene Kracht meester te worden.

## De Ware Kracht
De Ware Kracht is de naam gegeven door Verzakers en leden van de Zwarte Ajah aan het soort van de Ene Kracht dat de Duistere voor hen openstelt en die zowel door mannen als door vrouwen kan worden geleid. Deze kracht is nog verleidelijker dan de Ene Kracht. Na verloop van tijd ontwikkelt de gebruiker Saa, een soort van zwarte vlek, in zijn of haar ogen. Alleen de Nea'blis (de kampioen van de Duistere) kan de Ware Kracht geleiden. In het begin van de serie is dit Ba'alzamon, (Ishamael), later is het Moridin, een man die zomaar opduikt en waarschijnlijk Ishamael is, herrezen uit de dood.